# Davies (cráter marciano)
Davies es un cráter de Marte situado en 46°N 0°E en la franja de Acidalia Planitia, cerca de Arabia Terra. Aproximadamente hace 47 kilómetros de diámetro.
El cráter Davies fue nombrado en honor de Merton Davies (1917-2001), pionero en la cartografía de cuerpos planetarios. 